# 丹尼斯·加爾馬什
丹尼斯·加爾馬什（烏克蘭語：Дени́с Ві́кторович Га́рмаш，1990年4月19日—）是烏克蘭的一位足球運動員。在場上司職中場。他在2007年開始效力于烏克蘭足球超級聯賽球隊基輔迪納摩足球俱樂部。他也代表烏克蘭國家足球隊參加了兩屆歐洲國家盃。